# Andrzej Niewiadowski
Andrzej Niewiadowski (ur. 4 sierpnia 1954 w Warszawie) – polski krytyk literacki, historyk literatury, dziennikarz, publicysta.

## Życiorys
W 1980 ukończył studia wyższe na Wydziale Filologii Polskiej Uniwersytetu Warszawskiego. Adiunkt w Zakładzie Literatury XX Wieku. W 1981 uzyskał stopień doktora nauk humanistycznych na podstawie pracy „Konstrukcja układów fabularnych polskiej prozy fantastyczno-naukowej”. Od roku 1981 prowadził na Wydziale Filologii Polskiej konwersatorium poświęcone historii i teorii fantastyki naukowej.
W 1989 ukończył podyplomowe Studium Polonicum uprawniające do nauczania języka polskiego za granicą. W latach 1991–1995 wyjechał na Słowację. Był lektorem na Uniwersytecie Komeńskiego w Bratysławie. Zdał egzamin państwowy z języka słowackiego. W roku 1992 został korespondentem zagranicznym dziennika „Rzeczpospolita” w Bratysławie, następnie w Wiedniu, w Budapeszcie i w Pradze. W latach 1992–2010 opublikował około 2000 artykułów na tematy polityczne, ekonomiczne i kulturalne.
Współpracował z RWE, następnie (do roku 2005) z polską sekcją BBC w Londynie, a od roku 2008 z Informacyjną Agencją Radiową (IAR) Polskiego Radia i z telewizją TVN24. Od roku 2012 stały korespondent Polskiej Agencji Prasowej (PAP) w Austrii, Czechach, na Słowacji i Węgrzech.
Współtwórca, a następnie przez wiele lat kierownik działu krytyki literackiej i zastępca redaktora naczelnego miesięcznika literackiego „Fantastyka”, twórca haseł „Słownika polskich autorów fantastyki“, który ukazywał się na łamach pisma. W „Fantastyce” publikował liczne recenzje, szkice, referaty. Członek Rady Programowej wirtualnej Encyklopedii Fantastyki współfinansowanej z funduszy europejskich (autor haseł leksykalnych z dziedziny literatury i słownika polskich pisarzy).
W 2007 na uroczystości z okazji 25-lecia pisma „Fantastyka” został odznaczony przez ministra kultury i dziedzictwa narodowego Kazimierza Michała Ujazdowskiego Brązowym Medalem „Zasłużony Kulturze Gloria Artis”.
Wydał kilka książek, m.in. Leksykon polskiej literatury fantastycznonaukowej (Wydawnictwo Poznańskie – współautor Antoni Smuszkiewicz). Autor przedmów i opracowań antologii SF wydawanych w Czechosłowacji i na Węgrzech. Umieszczał artykuły w czasopismach austriackich („Quarber Merkur”) i amerykańskich („Locus”). W 2009 wydał książkę „Austria po polsku”. W 2011 wydał skrypt „Polska fantastyka naukowa” (Stimul, Vydavatelstvo Filozofickej Fakulty Univerzity Komenskeho v Bratislave). Artykuły naukowe publikował w czasopismach „Przegląd Humanistyczny”, „Pamiętnik Literacki”, „Miesięcznik Literacki”, „Pismo”, „Nowe Książki“, „Życie Literackie”. Autor szkiców o poezji Marii Pawlikowskiej-Jasnorzewskiej, Leopolda Staffa, Antoniego Langego, Jerzego Żuławskiego, Konstantego Ildefonsa Gałczyńskiego.
Od 2021 roku zamieszcza eseje poświęcone literaturze polskiej i światowej oraz teksty krytyczno-literackie w miesięczniku literackim „Twórczość”.

## Wybrane publikacje
- Polska fantastyka naukowa. Przewodnik 1945–1985, Iskry, Warszawa 1987, ISBN 83-207-0999-7
- Literatura fantastycznonaukowa, PWN, 1992, ISBN 8301101239
- Leksykon polskiej literatury fantastycznonaukowej (współautor Antoni Smuszkiewicz), Wydawnictwo Poznańskie, Poznań 1990. ISBN 8321008925